# Marnegrotten

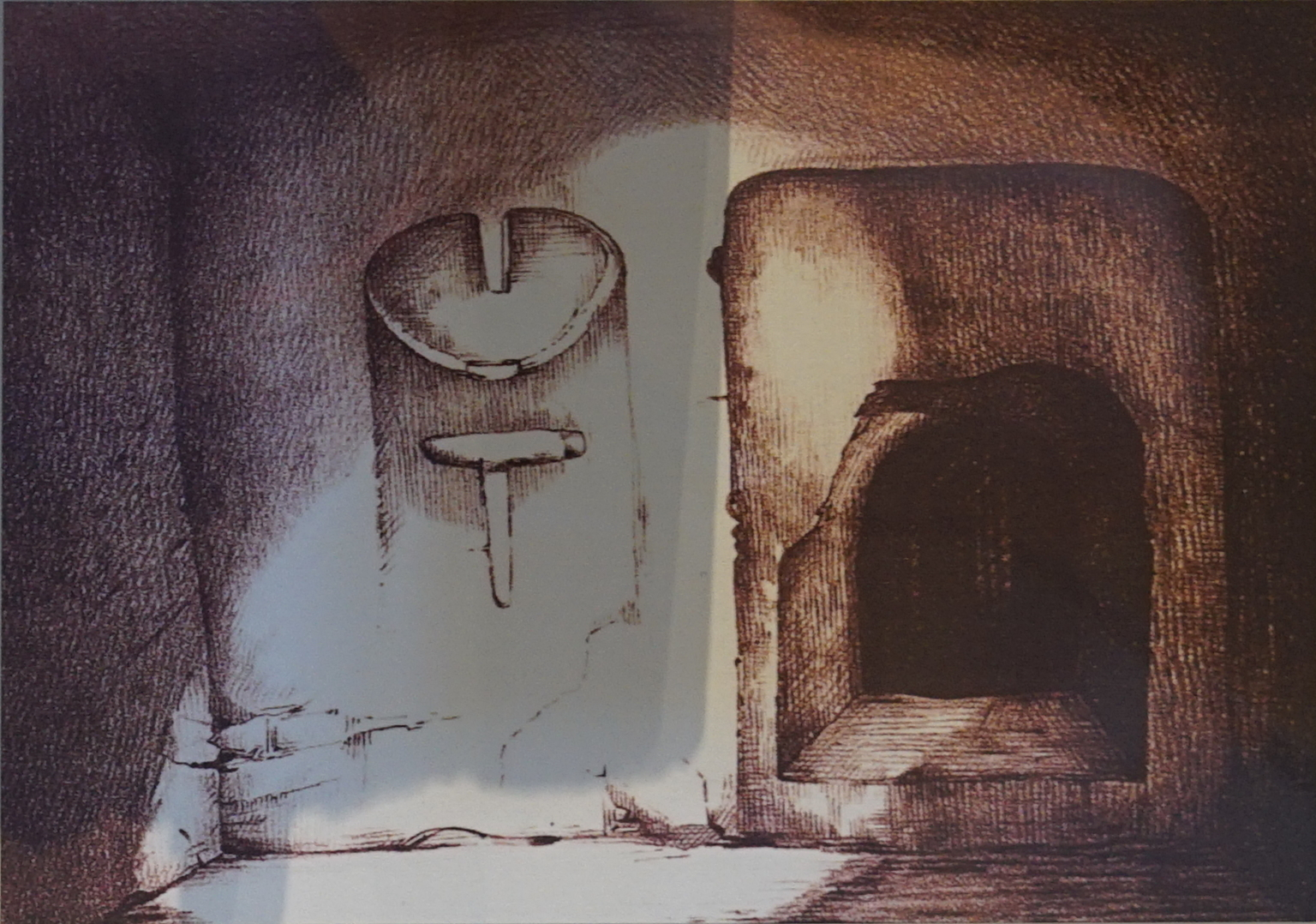
Grotte von Courjeonnet

Die Marnegrotten (französisch Les hypogées en vallée de la Marne)  wurden von den Trägern der jungsteinzeitlichen Seine-Oise-Marne-Kultur (S-O-M) in die Kreidehänge, am Oberlauf der Marne, in Frankreich geschnitten. Im neolithischen Europa finden sie sich Grotten an der Marne, am Ausgang des Rhonetals, in der Drôme, im Gard und im Vaucluse, mit Einzelfällen in der Provence, aber auch in Mittelitalien und vor allem auf Sardinien, Sizilien, Malta und auf den Balearen.
An der Marne gibt es etwa 170 Grotten, die in 20 Nekropolen gruppiert sind und seit 1806 zwischen Sézanne und Reims ausgegraben wurden. Viele wurden bereits im 19. Jahrhundert „unwissenschaftlich“ ausgegraben, vor allem von Baron Joseph de Baye (1853–1931), der nicht weniger als 96 ausgraben hat. Die Funde wurden zwar Museen übergeben, aber die Hunderte von Stücken sind meist nicht den Grotten zuzuordnen (nur 14 Funde sind gut belegt). Zwischen 1892 und 1942 wurden im Südwesten des Département Marne 42 weitere Grotten entdeckt, die aber auch von lokalen Gelehrten ausgegraben wurden und nicht von Archäologen, die moderne wissenschaftliche Methoden anwandten. Nach dem Zweiten Weltkrieg wurden nur acht neue Grotten entdeckt. Die erste wissenschaftliche Ausgrabung erfolgte in Mesnil-sur-Oger Les Mournouards 3 im Jahre 1958 durch André Leroi-Gourhan. Im Jahre 1967 erfolgten vier Ausgrabungen und eine im Jahr 1988. In La Crayère in Vert-la-Gravelle untersuchte Rémi Martineau seit 2013 drei der Grotten, die bereits von Baron de Baye untersucht waren.
Das Grottenzentrum liegt um die Sümpfe Marais de Saint-Gond, wo es 123 in 15 Nekropolen wie in Coizards Le Razet, mit 37 Grotten gibt. Die anderen großen Nekropolen sind:
- Coligny: Le Mont-Aimé
- Congy: Les Cornabaux
- Courjeonnet: Les Houyottes, Les Vignes Bässe und Les Vignes Jaunes
- Oyes: La Crayère/Le Gros Chêne, Au-dessus du Moulin und La Butte du Moulin
- Vert-la-Gravelle: Die Crayère
- Villevenard: Pierre Michelot, Les Ronces, Les Vignes Bässe, Le Moulin Brûlé, Pente du Moulin und La Craïère.

Marnegrotten
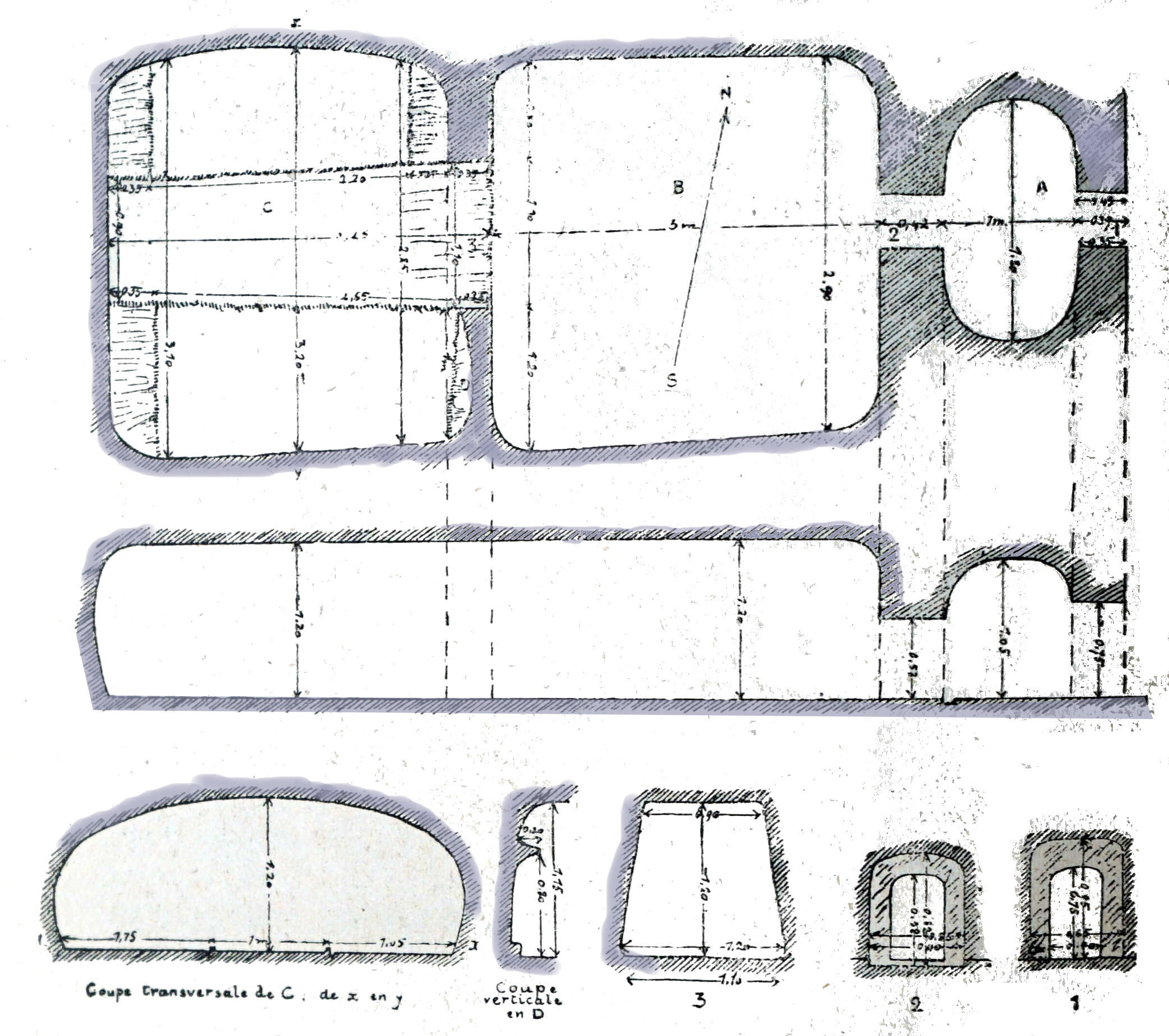
Grotte von Saran 1
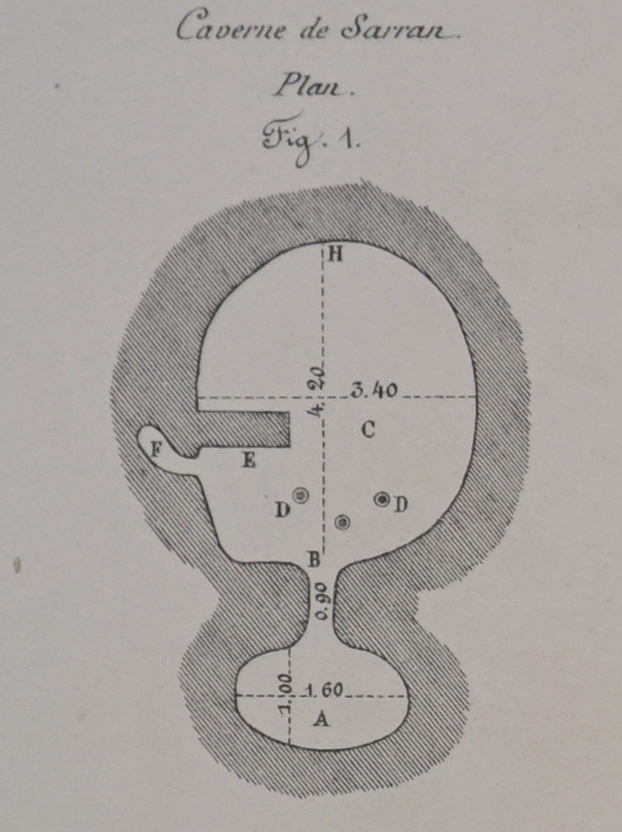
Grotte von Saran 4
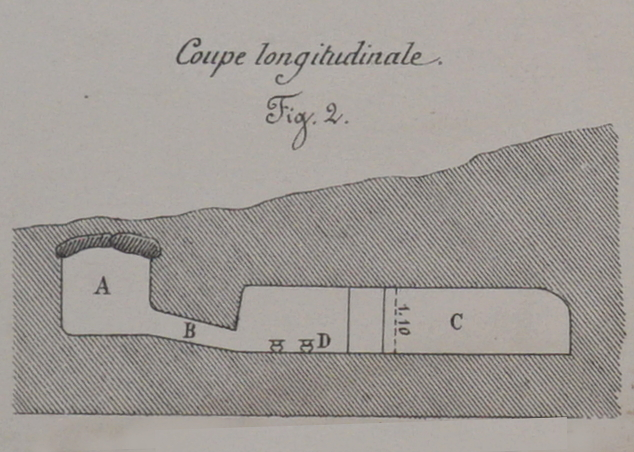
Grotte von Saran 4
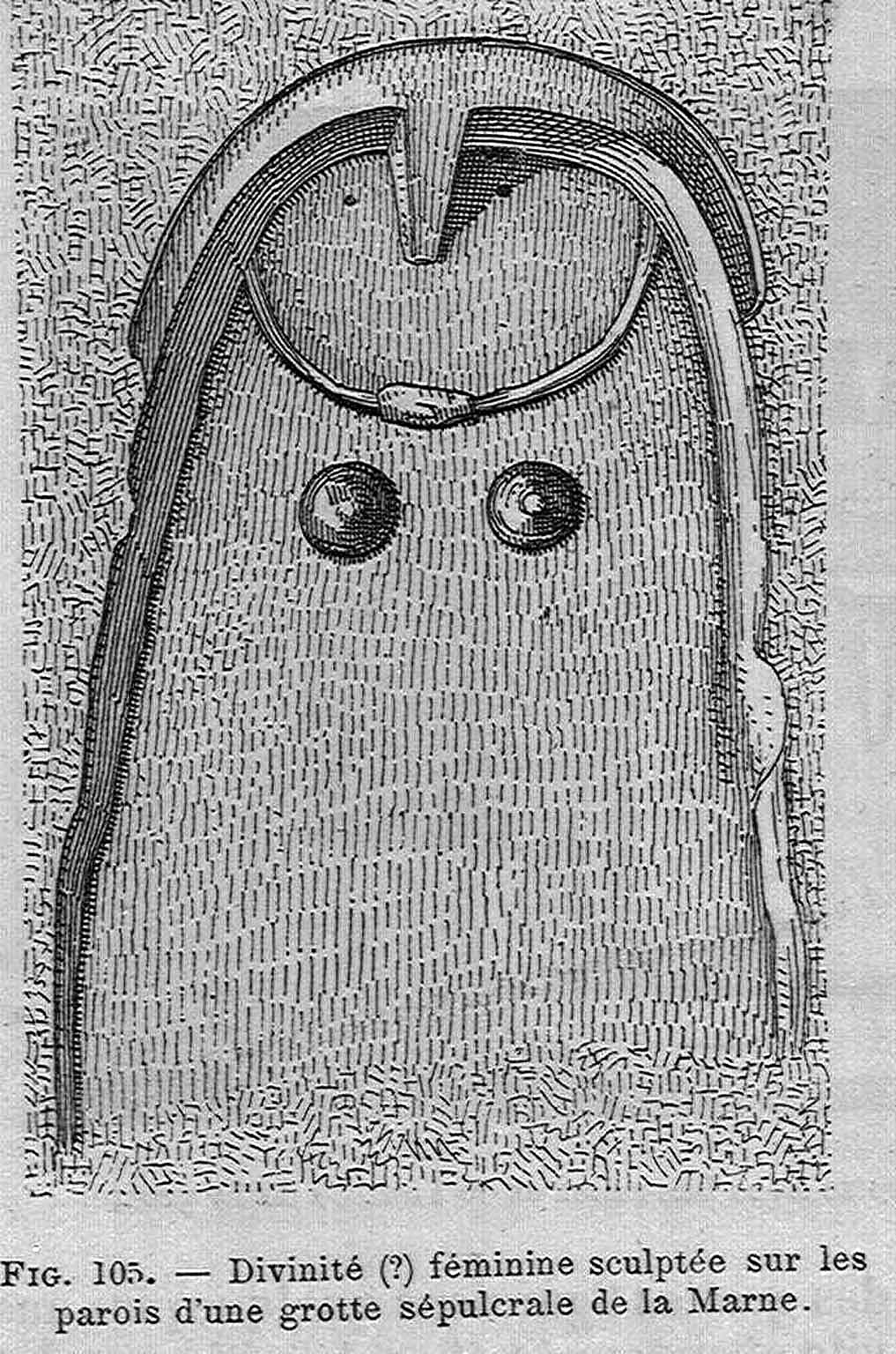
Nekropole von Razet

Viele der Felsnekropolen, besonders im Gebiet um Épernay, sind mit einer stilisierten weiblichen Figur verziert, die als Totengöttin (oder Déesse Mère) gedeutet wird. Die Anlagen haben kurze Gänge, die in einen (meist ovalen) Vorraum und über eine erhabene Schwelle in eine oder zwei, annähernd quadratische, trapezoide Kammern, mit Längen bis zu vier Metern und mit bis zu 1,7 m Höhe, führen. Seitlich des Zuganges zur Hauptkammer finden sich auf den Wänden Darstellungen, die an die Statuenmenhire des Midi erinnern, deren Form mit der oben gerundeten Stele in das Gestein geritzt wurde. Die Darstellung ist auf die Brüste, das Eulengesicht, und eine mehrreihige oder einfache Halskette mit einer gelbbraunen Perle in der Mitte reduziert. In Courjeonnet ist eine geschäftete Doppelaxt dargestellt. Die auf die Brüste und die Halskette reduzierte Gottheit findet sich auch auf den Wänden der Allée couvertes im Seinegebiet. 
Die Grotten gehören zur Sitte der Kollektivbestattungen, die sich im Mittleren Neolithikum (ab 3500 v. Chr.) um das Pariser Becken entwickelten. Die Funde stehen den Kulturen Ostfrankreichs und der Schweiz (Horgener Kultur) ziemlich nahe. Die häufigsten Kollektivbestattungen kommen allerdings in eingetiefte Galerien vor die von einigen Dutzend bis zu mehreren hundert Personen Aufnehmen konnten. In den Marnegrotten fanden sich ebenfalls zahlreiche Skelette. Grotten mit abgenutzten Schwellen, die lange benutzt worden sein müssen, sind mit Skelettlagen gefüllt, die bis zum Zugang reichen.
Der Geräteindustrie und dem wertvollen Schmuck aus den südfranzösischen Nekropolen stehen die ärmlichen Grabbeigaben der Marnegrotten gegenüber. Es sind Steinbeile und -dolche, querschneidige Pfeilspitzen, Perlen aus Bein, Horn, Muschelschalen und Stein und rohe blumentopfförmige Tongefäße. Die schlichte, grobe Keramik ist mit der der Horgener Kultur verwandt.